# Alpiner Skiweltcup in Killington 2021/22
Der Alpine Skiweltcup in Killington 2021/22 gehörte zum Alpinen Skiweltcup 2021/22 und fand am 27. und 28. November 2021 in Killington statt. Zu der Veranstaltung gehörten ein Riesenslalom und ein Slalom der Damen.

## Streckendaten
|                    | Riesenslalom Damen    | Slalom Damen      |
| ------------------ | --------------------- | ----------------- |
| Datum              | 27. November          | 28. November      |
| Ort                | Killington            | Killington        |
| Startzeit 1. Lauf  | 10:00 Uhr             | 9:45 Uhr          |
| Startzeit 2. Lauf  | 13:00 Uhr             | 12:45 Uhr         |
| Seehöhe Start      | 1122 m                | 980 m             |
| Seehöhe Ziel       | 780 m                 | 780 m             |
| Höhendifferenz     | 342 m                 | 200 m             |
| Streckenlänge      | ?                     | ?                 |
| Kurssetzer 1. Lauf | Alejo Hervas (SUI)    | Tim Gfeller (NOR) |
| Kurssetzer 2. Lauf | Paolo Deflorian (ITA) | Matej Gemza (SVK) |
| Tore 1. Lauf       | ?                     | 60                |
| Tore 2. Lauf       | ?                     | 59                |

## Teilnehmende Nationen und Athletinnen
Es nahmen 84 Skirennläuferinnen aus 19 Nationen am Alpinen Skiweltcup in Killington teil.
| Nation                   | Anzahl               | Athletinnen |
| Europa (15 Nationen)     | Europa (15 Nationen) | Europa (15 Nationen) |
| ------------------------ | -------------------- | --- |
| Belgien                  | 1                    | Mathilde Nelles |
| Deutschland              | 3                    | Marlene Schmotz, Andrea Filser, Lena Dürr (nur Slalom), Emma Aicher (nur Slalom) |
| Finnland                 | 2                    | Riikka Honkanen, Rosa Pohjolainen (nur Slalom) |
| Frankreich               | 4                    | Tessa Worley (nur Riesenslalom), Coralie Frasse Sombet (nur Riesenslalom), Doriane Escané, Clara Direz (nur Riesenslalom), Nastasia Noens (nur Slalom) |
| Italien                  | 11                   | Marta Bassino, Federica Brignone, Sofia Goggia (nur Riesenslalom), Elena Curtoni (nur Riesenslalom), Karoline Pichler (nur Riesenslalom), Roberta Midali, Roberta Melesi (nur Riesenslalom), Martina Peterlini (nur Slalom), Lara Della Mea (nur Slalom), Marta Rossetti (nur Slalom), Anita Gulli (nur Slalom) |
| Kroatien                 | 1                    | Zrinka Ljutić, Leona Popović (nur Slalom), Andrea Komšić (nur Slalom) |
| Norwegen                 | 6                    | Ragnhild Mowinckel (nur Riesenslalom), Mina Fürst Holtmann, Therese Tviberg, Marte Monsen (nur Riesenslalom), Thea Louise Stjernesund, Kristin Lysdahl |
| Österreich               | 11                   | Ramona Siebenhofer (nur Riesenslalom), Katharina Liensberger, Stephanie Brunner, Katharina Truppe, Ricarda Haaser (nur Riesenslalom), Elisa Mörzinger (nur Riesenslalom), Chiara Mair, Marie-Therese Sporer, Katharina Huber, Katharina Gallhuber (nur Slalom), Magdalena Egger (nur Slalom)                    |
| Polen                    | 1                    | Maryna Gąsienica-Daniel (nur Riesenslalom) |
| Schweden                 | 6                    | Sara Hector, Hanna Aronsson Elfman, Estelle Alphand (nur Riesenslalom), Anna Swenn-Larsson (nur Slalom), Magdalena Fjällström (nur Slalom), Charlotta Säfvenberg (nur Slalom) |
| Schweiz                  | 9                    | Michelle Gisin, Lara Gut-Behrami, Wendy Holdener, Andrea Ellenberger (nur Riesenslalom), Simone Wild (nur Riesenslalom), Camille Rast, Elena Stoffel (nur Riesenslalom), Mélanie Meillard (nur Slalom), Nicole Good (nur Slalom)                                                                                |
| Slowenien                | 5                    | Meta Hrovat, Ana Bucik, Tina Robnik (nur Riesenslalom), Andreja Slokar, Neja Dvornik |
| Slowakei                 | 1                    | Petra Vlhová |
| Tschechien               | 2                    | Elese Sommerová (nur Riesenslalom), Martina Dubovská (nur Slalom), Gabriela Capová (nur Slalom) |
| Vereinigtes Königreich   | 1                    | Charlie Guest (nur Slalom) |
| Nordamerika (2 Nationen) |                      | |
| Kanada                   | 9                    | Valérie Grenier (nur Riesenslalom), Mikaela Tommy (nur Riesenslalom), Britt Richardson (nur Riesenslalom), Cassidy Gray (nur Riesenslalom), Laurence St-Germain (nur Slalom), Erin Mielzynski (nur Slalom), Ali Nullmeyer (nur Slalom), Roni Remme (nur Slalom), Amelia Smart (nur Slalom)                      |
| Vereinigte Staaten       | 8                    | Mikaela Shiffrin, Nina O’Brien, Paula Moltzan, A J Hurt, Keely Cashman (nur Riesenslalom), Allie Resnick, Katie Hensien (nur Slalom), Zoe Zimmermann (nur Slalom) |
| Ozeanien (2 Nationen)    |                      | |
| Australien               | 1                    | Madison Hoffman |
| Neuseeland               | 2                    | Alice Robinson (nur Riesenslalom), Piera Hudson |

## Bericht

### Vorbericht
Am 17. November 2021 gab es wegen der hohen Temperaturen anfangs Bedenken, den Riesenslalom und den Slalom auszutragen. Bei der obligatorischen Schneekontrolle kam trotzdem heraus, dass die beiden Rennen wie geplant über die Bühne gehen können. Im Jahr 2020 mussten die beiden Rennen wegen der COVID-19-Pandemie abgesagt werden. Die 24-jährige Österreicherin Franziska Gritsch trat die Reise nach Killington nicht an, weil sie sich nicht gegen das Covid-19-Virus impfen lassen wollte.

### Samstag, 27. November 2021, Riesenslalom Damen
Der Riesenslalom sollte eigentlich um 10:00 Uhr starten, wurde aber wegen starker Windböen um eine halbe Stunde nach hinten verschoben. Nach neun Starterinnen unterbrach FIS-Renndirektor Peter Gerdol zunächst wegen Problemen mit der Zeitmessung, denn der Wind hatte die Zeitmess-Sensoren auf der Strecke verschoben. Zum Zeitpunkt des Rennabbruchs führte die Französin Tessa Worley mit 18 Hundertstel Vorsprung vor der Slowakin Petra Vlhova und der Schweizerin Lara Gut-Behrami (+ 0,29 s). Die Amerikanerin Mikaela Shiffrin, die als sechste in das Rennen ging, hatte im Ziel 1,38 Sekunden Rückstand auf Worley. 25 Minuten später wurde das Rennen komplett abgebrochen und nicht wieder neu gestartet.
Die Österreicherin Ramona Siebenhofer, die als letzte Starterin vor dem Abbruch auf der Strecke war, wunderte sich, dass das Rennen überhaupt gestartet wurde (dies sagte sie im ORF-Interview).

### Sonntag, 28. November 2021, Slalom Damen
Nach dem ersten Durchgang führte die Slowakin Petra Vlhová mit einer Zeit von 49,87 Sekunden vor der Amerikanerin Mikaela Shiffrin (+ 0,20 s) und vor der Schweizerin Wendy Holdener (+ 0,58 s). Auf Platz vier landete die Deutsche Lena Dürr (+ 1,06 s) und da hinter kam auf Platz fünf die Österreicherin Katharina Liensberger (+ 1,24 s). Die zweitbeste Amerikanerin, Paula Moltzan (+ 1,40 s), kam als Sechste ins Ziel. Mit Platz sieben kam die beste Norwegerin Kristin Anna Lysdahl (+ 1,47 s) in den zweiten Durchgang. Sara Hector (+ 1,53 s) aus Schweden kam auf den achten Platz. Die Slowenin Andreja Slokar, die auf dem neunten Platz landete, hatte 1,56 s Rückstand auf Vlhová. Die Top Ten komplett machte die Schweizerin Michelle Gisin (+ 1,66 s). Camille Rast aus der Schweiz kam als 18. mit + 2,38 s Rückstand ins Ziel. Marlene Schmotz, Andrea Filser und Emma Aicher aus Deutschland und Katharina Huber, Katharina Gallhuber, Stephanie Brunner und Magdalena Egger aus Österreich verpassten das Finale der besten 30.
Im zweiten Durchgang siegte die Amerikanerin Mikaela Shiffrin mit einer Zeit von 1:38,33 Minuten. Dieses war ihr 71. Weltcupsieg. Sie gewann in Killington fünfmal in Folge den Slalom und stellte mit 46 Siegen in einer Disziplin den Rekord von Ingemar Stenmark ein. Die Slowakin Petra Vlhová baute bei ihrem zweiten Lauf im oberen Streckenteil einen groben Fehler ein, verlor dadurch viel Tempo und kam geradeso als Zweite ins Ziel. Den dritten Platz sicherte sich die Schweizerin Wendy Holdener (+ 0,83 s). Beste Österreicherin war Katharina Liensberger (+ 1,41 s) auf dem vierten Platz und verbesserte sich um einen Platz. Die Deutsche Lena Dürr (+ 1,55 s) kam auf den fünften Platz, die anderen Deutschen schieden im ersten Durchgang aus. Eine Woche zuvor kam sie beim Lappland-Rennen 2021 zweimal im Slalomrennen auf den dritten Platz. Sara Hector (+ 1,85 s) aus Schweden brachte zwei konstante Läufe ins Ziel und kam insgesamt auf den sechsten Platz. Die Amerikanerin Paula Moltzan (+ 2,13 s) kam auf den siebten Platz. Maria Therese Tviberg aus Norwegen, die mit der Startnummer 31 in den ersten Lauf ging, kam im zweiten Lauf auf dem achten ins Ziel. Die Schwedin Anna Swenn-Larsson (+ 2,39 s) kam auf dem neunten Platz und im Finale hatte sie die drittschnellste Zeit eingefahren. Andreja Slokar aus Slowenien, die noch den Parallel-Wettbewerb in Lech-Zürs 2021 gewinnen konnte, landete nur auf dem 10. Platz. Marie-Therese Sporer aus Österreich verbesserte sich im Finale um sieben Plätze und kam auf den 16. Platz. Federica Brignone konnte sich als einzige Italienerin für den zweiten Durchgang qualifizieren und kam auf den 22. Platz. Den 25. Platz teilte sich die Schweizerin Elena Stoffel mit der Österreicherin Chiara Mair.

## Ergebnisse

### Slalom
- Wetter Lauf 1: teilweise bewölkt, Schnee: Kompakt, Temperatur Start: −12 °C, Temperatur Ziel: −10 °C
- Wetter Lauf 2: meist Wolken, Schnee: Kompakt, Temperatur Start: −8 °C, Temperatur Ziel: −6 °C
- Vorläufer Lauf 1:  Kjersti Moritz,  Liv Moritz,  Chloe Aust
- Vorläufer Lauf 2:  Kjersti Moritz,  Liv Moritz,  Chloe Aust

| Platz | Name                  | Lauf 1       | Lauf 2       | Gesamt      |
| ----- | --------------------- | ------------ | ------------ | ----------- |
|       | Mikaela Shiffrin      | 50,07 s (2)  | 48,26 s (1)  | 1:38,33 min |
|       | Petra Vlhová          | 49,87 s (1)  | 49,21 s (14) | 1:39,08 min |
|       | Wendy Holdener        | 50,45 s (3)  | 48,71 s (5)  | 1:39,16 min |
| 04    | Katharina Liensberger | 51,11 s (5)  | 48,63 s (4)  | 1:39,74 min |
| 05    | Lena Dürr             | 50,93 s (4)  | 48,95 s (9)  | 1:39,88 min |
| 06    | Sara Hector           | 51,40 s (8)  | 48,78 s (7)  | 1:40,18 min |
| 07    | Paula Moltzan         | 51,27 s (6)  | 49,19 s (13) | 1:40,46 min |
| 08    | Therese Tviberg       | 51,76 s (12) | 48,72 s (6)  | 1:40,48 min |
| 09    | Anna Swenn-Larsson    | 52,17 s (17) | 48,55 s (3)  | 1:40,72 min |
| 10    | Andreja Slokar        | 51,43 s (9)  | 49,45 s (20) | 1:40,88 min |
| 11    | Michelle Gisin        | 51,53 s (10) | 49,39 s (17) | 1:40,92 min |
| 12    | Ana Bucik             | 51,82 s (13) | 49,15 s (12) | 1:40,97 min |
| 13    | Laurence St-Germain   | 51,70 s (11) | 49,41 s (18) | 1:41,11 min |
| 14    | Katharina Truppe      | 52,04 s (14) | 49,42 s (19) | 1:41,46 min |

| Platz | Name                    | Lauf 1       | Lauf 2       | Gesamt      |
| ----- | ----------------------- | ------------ | ------------ | ----------- |
| 15    | Hanna Aronsson Elfman   | 53,02 s (28) | 48,53 s (2)  | 1:41,55 min |
| 16    | Marie-Therese Sporer    | 52,77 s (23) | 48,79 s (8)  | 1:41,56 min |
|       | Camille Rast            | 52,25 s (18) | 49,31 s (15) | 1:41,56 min |
| 18    | Martina Dubovská        | 52,14 s (16) | 49,56 s (22) | 1:41,70 min |
| 19    | Nastasia Noens          | 52,07 s (15) | 49,66 s (24) | 1:41,73 min |
| 20    | Erin Mielzynski         | 52,75 s (22) | 49,09 s (10) | 1:41,84 min |
| 21    | Leona Popović           | 53,01 s (27) | 49,14 s (11) | 1:42,15 min |
| 22    | Federica Brignone       | 52,95 s (26) | 49,36 s (16) | 1:42,31 min |
| 23    | Charlie Guest           | 52,81 s (24) | 49,56 s (22) | 1:42,37 min |
| 24    | Meta Hrovat             | 52,89 s (25) | 49,52 s (21) | 1:42,41 min |
| 25    | Elena Stoffel           | 52,61 s (20) | 50,47 s (26) | 1:43,08 min |
|       | Chiara Mair             | 53,18 s (30) | 49,90 s (25) | 1:43,08 min |
| 27    | Thea Louise Stjernesund | 52,71 s (21) | 50,70 s (27) | 1:43,41 min |
| 28    | Mina Fürst Holtmann     | 53,15 s (29) | 50,74 s (28) | 1:43,89 min |